# La Prophétie des Andes
 (mars 2020).
Si vous disposez d'ouvrages ou d'articles de référence ou si vous connaissez des sites web de qualité traitant du thème abordé ici, merci de compléter l'article en donnant les références utiles à sa vérifiabilité et en les liant à la section « Notes et références ».
La Prophétie des Andes est le premier roman de James Redfield (1950-) paru en 1993. 
Plus de 20 millions d'exemplaires ont été vendus dans plus de 35 pays. Un film du même nom fondé sur le roman est sorti en 2006.
La Prophétie des Andes traite de concepts du courant New Age. Ils sont mêlés à une fiction dans laquelle le personnage principal entreprend un voyage au Pérou afin de trouver les révélations contenues dans un manuscrit ancien.
Le livre est un roman « fantastique » censé proposer un nouveau paradigme et l'éveil d'une plus grande attention au moment présent dans le quotidien.

## Résumé
Un homme arrivé vers ce qu'il sent être comme un tournant de sa vie se trouve, à la suite de rencontres plus que dues au hasard, embarqué dans une aventure à l'autre bout du monde.
Son chemin sera fait de découvertes surprenantes sur le monde, sur une nouvelle forme d'énergie qui semblerait coordonner les choses bien au-delà du visible ; tout cela par étapes, en cherchant des révélations dispersées d'un mystérieux texte ancien.
Ce récit initiatique décrit les interactions entre le héros et son environnement (autres personnes, végétaux), enrichies par cette forme d'énergie.

## Aperçu et critique
Le thème récurrent de La Prophétie des Andes est l'importance de prêter attention aux coïncidences et aux synchronicités. 
Au début du récit, le héros de l'histoire a rendez-vous avec une amie, Charlène, qu'il n'a pas vue depuis plusieurs années, dans un aéroport aux États-Unis. Elle lui dévoile qu'une importante découverte archéologique a vu le jour au Pérou, et lui explique qu'elle compte prendre l'avion dans la journée pour aller dans ce pays et en savoir davantage pour ses recherches personnelles. 
Cette découverte serait un manuscrit vieux de 2 600 ans rédigé en araméen, dans lequel seraient consignées neuf prophéties. Chacune de ces prophéties annoncerait une élévation spirituelle et philosophique de l'Humanité dans les années à venir. L'amie du héros détient une copie de la première prophétie, dans laquelle il est expliqué que chaque être humain ressent en lui-même ce pour quoi il est fait, quel est son but et son destin, mais que la société actuelle ne permet qu'à très peu d'entre nous de se réaliser et de découvrir le pourquoi de notre existence. Selon le texte, la vie sèmerait sur notre chemin des coïncidences, des synchronicités, qui se manifestent par des signes, des pensées abstraites voire des rêves, des rencontres, ou une conversation avec un inconnu. Si l'on apprenait à reconnaître ces signes, à les suivre ou à les écouter, puis à les interpréter, nous avancerions irrémédiablement vers la vie qui nous est destinée, c'est-à-dire vers le meilleur que nous puissions accomplir.
Ce texte suscite l'intérêt du héros, le temps d'une grande introspection, et en replongeant dans sa vie et ses souvenirs, le déclic se fait : quelques heures plus tard, il se décide à partir pour le Pérou à la faveur d'un prix intéressant pour le billet et l'hôtel à Lima, afin de découvrir les autres prophéties de ce fameux manuscrit.
C'est là que commence vraiment l'histoire du roman, à l'aéroport de Lima, où le héros sera conduit de rencontre en événement qui l'amèneront à découvrir, à travers une quête initiatique palpitante, un secret oublié depuis très longtemps. Mais deux factions entrent en jeu : ceux qui veulent faire partager ce secret, et ceux qui veulent l'enterrer à jamais.
L'utilisation de la première personne dans le roman peut conduire à une identification du lecteur au héros, le plongeant dans un univers onirique qui se veut utopique, et une façon d'améliorer les rapports humains[réf. souhaitée].
Ce roman est, pour certains, riche de symbolisme, il possède des références philosophiques, sociologiques et religieuses, et également beaucoup d'informations culturelles et ethnologiques sur le Pérou[réf. souhaitée].
Il est considéré comme un classique de la littérature ésotérique. Dans sa version de poche il s'est vendu à plus de 630 000 exemplaires.

## Les neuf prophéties
1. S’éveiller aux coïncidences qui se présentent dans nos vies.
2. Connaître l’histoire profonde du monde et l’évolution de l’être humain.
3. Devenir conscient que toutes les choses vivantes ont des champs d’énergie.
4. Devenir conscient que les gens essaient de voler l’énergie d’autrui, créant des conflits.
5. Réaliser que contrôler autrui n’aide personne.
6. Être conscient que tu as un rêve et une destinée à accomplir.
7. Être conscient que la plupart de tes pensées et actions sont guidées.
8. Réaliser que quelquefois, la réponse que tu cherches est fournie par les personnes que tu rencontres.
9. Comprendre que l’humanité est en train d’effectuer un voyage vers une vie en parfaite harmonie avec autrui, la nature ce qui fera évoluer notre monde vers un paradis terrestre dans le millénaire à venir.

## Autres ouvrages
Redfield a publié plusieurs suites :  Les Leçons de vie de la prophétie des Andes, La Dixième prophétie et Le Secret de Shambhala, ainsi qu'un guide pratique et un CD qui reprennent les principes évoqués dans les livres. De nombreux groupes de lecteurs se sont également créés dans le monde pour étudier le message porté par cet ouvrage[réf. nécessaire]. La Douzième prophétie : l'heure décisive est traduite en français (parution mi-novembre 2012).

## Adaptation au cinéma
Le roman a été adapté au cinéma en 2006 sous le titre La Prophétie des Andes par Armand Mastroianni.